# Greenevers (Caroline du Nord)
Greenevers est une ville américaine située dans le comté de Duplin dans l'État de Caroline du Nord. En 2010, sa population était de 634 habitants.

## Démographie
| 1970 | 1980 | 1990 | 2000 | 2010 | - |
| ---- | ---- | ---- | ---- | ---- | - |
| 424  | 477  | 512  | 560  | 634  | - |

## Source de la traduction
- (en) Cet article est partiellement ou en totalité issu de l’article de Wikipédia en anglais intitulé « Greenevers, North Carolina » (voir la liste des auteurs).